# I Can't Quit You Baby
Singles de Otis Rush
My Love Will Never Die / Violent Love (1956)
I Can't Quit You Baby est un standard du blues écrit par Willie Dixon et enregistré pour la première fois par l'artiste de Chicago blues Otis Rush, en 1956. Il s'agit du premier enregistrement de Rush, devenu un hit. La chanson, un blues lent à douze mesures, est reprise par divers artistes, dont Led Zeppelin, qui l’a incluse dans son premier album. 

## Chanson originale
I Can't Quit You Baby est un moyen pour l’arrangeur et producteur Willie Dixon de lancer la carrière Rush et de Cobra Records, car c’est le premier single pour l'un et l'autre. À cet égard, c'est une réussite, le morceau atteignant la 6e position dans le palmarès Rhythm & Blues du magazine Billboard en 1956. Dans son autobiographie, Willie Dixon explique qu'il a écrit I Can't Quit You Baby à propos d'une relation de Rush qui le préoccupait à l'époque. Dixon utilise cette confidence pour tirer de Rush une performance passionnée. 
La chanson est écrite dans une tonalité en la majeur, sur une mesure à 12/8, dans un tempo « slow blues ». La version originale de Rush se compose de quatre couplets vocaux de douze mesures, avec des remplissages pour guitare solo. Il s'agit du premier enregistrement d'Otis Rush et il a lieu à Chicago vers juillet 1956. Big Walter Horton à l'harmonica, Red Holloway au saxophone ténor, Lafayette Leake au piano, Wayne Bennett à la deuxième guitare, Dixon à la basse et Al Duncan à la batterie accompagnent Rush à la guitare solo et au chant. 
Otis Rush revisite I Can't Quit You Baby plusieurs fois au fil des années, notamment lorsqu'il enregistre la chanson en 1966 pour la compilation de blues Chicago/The Blues/Today! Vol. 2 chez Vanguard Records (VSD 79217). Cette version comporte un arrangement modifié avec un revirement inhabituel (accord tonique suivi d'un demi-ton au-dessus de l'accord tonique) et des remplissages de guitare staccato. La plupart des reprises sont basées sur cette version.

## Version de Led Zeppelin
Pistes de Led Zeppelin
Communication Breakdown
(7) How Many More Times
(9)
Le groupe de rock anglais Led Zeppelin enregistre I Can't Quit You Baby pour son premier album, Led Zeppelin, paru en 1969. Pour l'essentiel, leur interprétation suit la « version Vanguard » d'Otis Rush de 1966, mais avec une instrumentation et une dynamique différentes. Elle intègre également un break pendant le solo de guitare où Jimmy Page joue un arrangement de quatre mesures non accompagné, avant de se relancer dans le solo. Bien que le biographe Keith Shadwick note un flou de Page sur ce break du solo, il conclut que la chanson « finit par être l'une des pièces les plus réussies du premier album ». 
Led Zeppelin joue régulièrement I Can't Quit You Baby en concert de 1968 jusqu'au début des années 1970. Deux versions live de 1969 figurent dans l'album BBC Sessions en 1997. Une interprétation de la chanson filmée le 9 janvier 1970 au Royal Albert Hall est incluse dans Led Zeppelin DVD en 2003 (une version de cette performance est sortie précédemment sur l’album Coda en 1982). À partir de 1970, la chanson est retirée de la setlist des concerts de Led Zeppelin, pour laisser la place aux extraits de Led Zeppelin III, I Can't Quit You Baby étant généralement remplacée par Since I've Been Loving You. Elle est toutefois rejouée dans le cadre du medley Whole Lotta Love lors de certaines prestations du groupe en 1972 et 1973. Les membres survivants de Led Zeppelin répètent la chanson en vue de la célébration du 40e anniversaire d'Atlantic Records le 14 mai 1988, mais elle n'est finalement pas interprétée sur scène.   

## Reconnaissance et influence
I Can't Quit You Baby est devenue un standard de blues enregistré par divers artistes. Le premier single de Rush pour Cobra, est intronisé au Blues Hall of Fame de la Blues Foundation en 1994, qui note « une production de Willie Dixon révélant le talent extraordinaire d'Otis Rush, doté d'une approche passionnée ».

### Autres reprises
I Can't Quit You Baby est interprétée par un grand nombre d'artistes, parmi lesquels on peut citer :
- John Lee Hooker, en concert au festival de folk de Newport  en 1966[11]
- Savoy Brown, sur la face B du single I Tried en 1966
- John Mayall and the Bluesbreakers, sur l'album Crusade en 1967
- The Yardbirds, en concert, 1968
- Little Milton, sur l'album Grits Ain't Groceries, 1969
- Willie Dixon, sur I Am the Blues, 1970
- Luther Allison, Live in Paris, 1979
- Nine Below Zero, Live at the Marquee, 1980
- Dread Zeppelin, sur son premier album Un-Led-Ed en 1990
- Pat Travers, Blues Tracks, 1992
- Dakota Staton, Darling Please Save Your Love for Me, 1992
- B.B. King & Buddy Guy, live au BB King's Blues Club à Memphis, 1993
- Popa Chubby, lors d'un concert à Gallarate (Italie), 1996
- Little Milton avec Gov't Mule, sur l'album Welcome to Little Milton, 1999
- James Cotton, It Was a Very Good Year, 2001 (enregistrement de 1967)
- The Fabulous Thunderbirds, Tacos Deluxe, 2003
- Gary Moore, Power of the Blues, 2004
- Leslie West, Got Blooze, 2005
- Albert Lee & Hogan's Heroes, In Between The Cracks, 2007
- Ted Nugent, en concert, 2012-2014
- Bjørn Berge, sur l'album Mads Finger Ball, 2013
- The Rolling Stones avec Eric Clapton, Blue and Lonesome, 2016
- Joe Bonamassa, en concert, 2016 et 2019

### Samples
La version d'Otis Rush' est samplée par Delta 9 dans Shooting Rampage sur l'album The Devils Work en 2009. Celle de Led Zeppelin est samplée par Cappella dans Helyom Halib sur l'album du même nom en 1989.